# A Hard Day's Night (album)
A Hard Day's Night je v pořadí třetí album britské kapely Beatles, vydané 10. července 1964 ve Spojeném království. Album vyšlo jako soundtrack ke stejnojmennému filmu, vůbec prvnímu filmu s Beatles, ale obsahovalo i řadu písní, které v něm nezazněly. Je to první (a vlastně jediné) album Beatles sestavené výhradně z vlastní tvorby dvojice Lennon/McCartney, kteří v té době ještě zpravidla skládali písně opravdu společně.
Už 26. června, tedy o dva týdny dříve, bylo album vydáno v USA, poprvé pod stejným názvem jako britské vydání, avšak s odlišným seznamem i pořadím skladeb – zde šlo o ryzí soundtrack filmu, kde byly zařazeny také instrumentální verze některých písní. Podobně tomu později bylo u britské a americké verze alba Help!.

## Seznam skladeb
Všechny skladby napsali Lennon–McCartney.

### Britské a australské vydání
Strana jedna (písně z filmu)
| Pořadí         | Název                            | Hlavní zpěv        | Délka |
| -------------- | -------------------------------- | ------------------ | ----- |
| 1.             | A Hard Day's Night               | Lennon a McCartney | 2:34  |
| 2.             | I Should Have Known Better       | Lennon             | 2:43  |
| 3.             | If I Fell                        | Lennon a McCartney | 2:19  |
| 4.             | I'm Happy Just to Dance with You | Harrison           | 1:56  |
| 5.             | And I Love Her                   | McCartney          | 2:30  |
| 6.             | Tell Me Why                      | Lennon             | 2:09  |
| 7.             | Can't Buy Me Love                | McCartney          | 2:12  |
| Celková délka: | Celková délka:                   | Celková délka:     | 16:23 |

Strana dvě
| Pořadí         | Název                | Hlavní zpěv    | Délka |
| -------------- | -------------------- | -------------- | ----- |
| 1.             | Any Time at All      | Lennon         | 2:11  |
| 2.             | I'll Cry Instead     | Lennon         | 1:44  |
| 3.             | Things We Said Today | McCartney      | 2:35  |
| 4.             | When I Get Home      | Lennon         | 2:17  |
| 5.             | And I Love Her       | Lennon         | 2:35  |
| 6.             | You Can't Do That    | Lennon         | 2:24  |
| 7.             | I'll Be Back         |                |       |
| Celková délka: | Celková délka:       | Celková délka: | 13:47 |

## Obsazení
Zdroje:
The Beatles
- John Lennon – vokály; akustické, doprovodné a sólové kytary; piano; harmonika
- Paul McCartney – vokály; basová kytara; piano; kravský zvonec
- George Harrison – vokály; sólové (šesti a dvanáctistrunné) a akustické kytary
- Ringo Starr – bicí, perkuse

Ostatní hudebníci
- George Martin – piano, produkce, aranžmá pro soundtrack a americké LP